# Großsteingrab Tessin
Das Großsteingrab Tessin ist eine megalithische Grabanlage der jungsteinzeitlichen Trichterbecherkultur bei Tessin im Landkreis Rostock (Mecklenburg-Vorpommern).

## Lage
Das Grab befindet sich etwa 1,2 km nördlich von Tessin, wenige Meter südlich der Straße Hooge Liedt auf einem Feld.
In der näheren Umgebung gibt es mehrere weitere megalithische Grabanlagen. 2,4 km nordöstlich befindet sich das Großsteingrab Zarnewanz und 2,4 km nordwestlich das fast vollständig zerstörte Großsteingrab Teutendorf. 3 km nordnordwestlich liegen die Großsteingräber bei Stormstorf.

## Beschreibung
Von der Anlage ist nur noch die heute baumbestandene Hügelschüttung erhalten. Sämtliche Steine sind entfernt. Eine Rekonstruktion des ursprünglichen Aussehens ist nicht möglich.